# فاکس پرو
فاکس پرو (به انگلیسی: Fox Pro) یک سامانه مدیریت پایگاه داده‌ها بر اساس مدل رابطه‌ای است که زبان برنامه‌نویسی خاص خود را دارد. این زبان بر اساس کد برنامه‌ریزی دیبیس تدوین شده‌است و در ابتدا فاکس بیس نامیده می‌شد که پس از خریداری شرکت فاکس تکنالجیز (Fox Technologies) توسط مایکروسافت در سال ۱۹۹۲ میلادی تغییر نام داد.

## تاریخچه
فاکس پرو به‌عنوان یکی از اولین زبان‌های برنامه‌ریزیِ نسل چهارم محبوبیت زیادی در میان برنامه‌نویسان دههٔ ۱۹۹۰ پیدا کرد؛ به‌خصوص این‌که با ارتقای آن به مجموعه برنامه‌های مایکروسافت ویژوال استودیو امکانات بیشتری به برنامه‌نویسان می‌داد، ولی با ورود سیستم‌های جدیدتر، به‌تدریج جایگاه خود را از دست داد و پس از نسخهٔ ۷٫۰ و معرفی چارچوب دات‌نت از طرف مایکروسافت، فاکس پرو از مجموعهٔ ویژوال استودیو خارج شد.